# Rhinoestrus antidorcitis
Rhinoestrus antidorcitis är en tvåvingeart som beskrevs av Zumpt och Bauristhene 1962. Rhinoestrus antidorcitis ingår i släktet Rhinoestrus och familjen styngflugor. Inga underarter finns listade i Catalogue of Life.